# مغناطيسية مسايرة فائقة

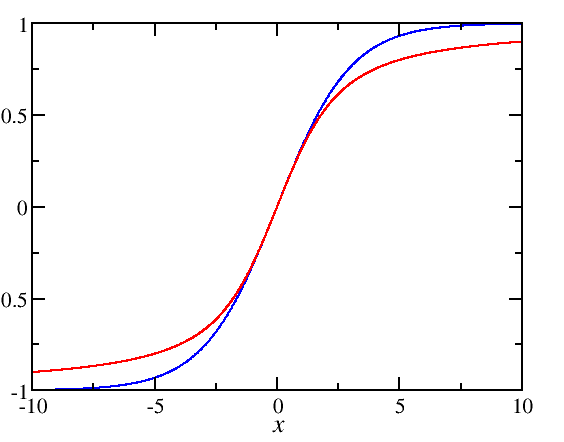
دالة لانجفين

المغناطيسية المسايرة الفائقة هي شكل من أشكال المغناطيسية (المغناطيسية المسايرة) التي تظهر في الجسيمات النانوية المغناطيسية الحديدية أو المغناطيسية الفريتية الصغيرة. في الجسيمات النانوية الصغيرة بما فيه الكفاية، يمكن للمغنطة أن تقلب اتجاهها بشكل عشوائي تحت تأثير درجة الحرارة. يُطلق على الوقت النموذجي بين الشقلبتين اسم وقت استرخاء Néel. في غياب مجال مغناطيسي خارجي، عندما يكون الوقت المستخدم لقياس مغنطة الجسيمات النانوية أطول بكثير من وقت استرخاء Néel، يبدو أن مغنطتها تكون في المتوسط صفر؛ يقال أنهم في حالة مغناطيسية فائقة. في هذه الحالة، يكون المجال المغناطيسي الخارجي قادرًا على مغنطة الجسيمات النانوية، على غرار المغناطيس المساير. ومع ذلك، فإن قابليتها المغناطيسية أكبر بكثير من تلك الخاصة بالمغناطيسات المسايرة.